# Bernd Silbermann
Bernd Silbermann (* 6. April 1941 in Langhennersdorf) ist ein deutscher Mathematiker, der sich mit Funktionalanalysis beschäftigt.

## Leben
Silbermann studierte an der Lomonossow-Universität in Moskau (Diplom 1967) und promovierte 1971 an der TH Karl-Marx-Stadt bei Siegfried Prößdorf zur Thematik Einige Fragen zur Theorie singulärer Integraloperatoren nicht normalen Typs. 1974 folgte eine weitere Promotion (Singuläre Integraloperatoren vom nicht normalen Typ mit unstetigen Koeffizienten), entsprechend einer westdeutschen Habilitation (formal 1991 nachgeholt). Ab 1967 war er Dozent in Chemnitz, ab 1976 Professor. 2006 emeritierte er in Chemnitz.
Silbermann befasste sich mit Operatoralgebren, Integraloperatoren, Spektraltheorie, Funktionen von Operatoren und speziell mit Toeplitz-Operatoren und Toeplitz-Matrizen, über die er mit Albrecht Böttcher ein Standardwerk schrieb.
Zu seinen Doktoranden zählen die Professoren Steffen Roch (TU Darmstadt) und Peter Junghanns (Chemnitz).

## Schriften
- mit Albrecht Böttcher: Analysis of Toeplitz Operators, Springer, 1990 (und Akademie Verlag 1989), 2. Auflage 2006
- mit Albrecht Böttcher: Inversibility and Asymptotics of Toeplitz Matrices, Akademie Verlag 1983
- mit Böttcher: Introduction to large truncated Toeplitz Matrices, Springer 1999
- mit Roland Hagen, Steffen Roch: C*-Algebras and Numerical Analysis, Dekker 2001
- mit Hagen, Roch: Spectral theory of approximation methods for convolution equations, Birkhäuser 1995
- mit Wladimir Rabinowitsch, Steffen Roch: Limit Operators and their application in Operator Theory, Birkhäuser 2004
- mit Siegfried Prößdorf: Numerical Analysis for Integral and related Operator Equations, Akademie Verlag 1991
- mit Prößdorf: Projektionsverfahren und die näherungsweise Lösung singulärer Gleichungen, Teubner Texte zur Mathematik, 1977